# Zalarinskij rajon
Il Zalarinskij rajon (in russo Заларинский район?) è un rajon dell'Oblast' di Irkutsk, nella Siberia sud orientale; il capoluogo è Zalari, tra gli altri centri abitati va menzionato Vladimir.
Il territorio è composto per la maggior parte da foreste, sono presenti considerevoli giacimenti di carbone a poca profondità nel sottosuolo, il che rende il loro sfruttamento particolarmente conveniente.